# Pogonatum aloides x nanum
Pogonatum aloides x nanum là một loài rêu trong họ Polytrichaceae. Loài này được Warnst. mô tả khoa học đầu tiên năm 1906.

## Hình ảnh

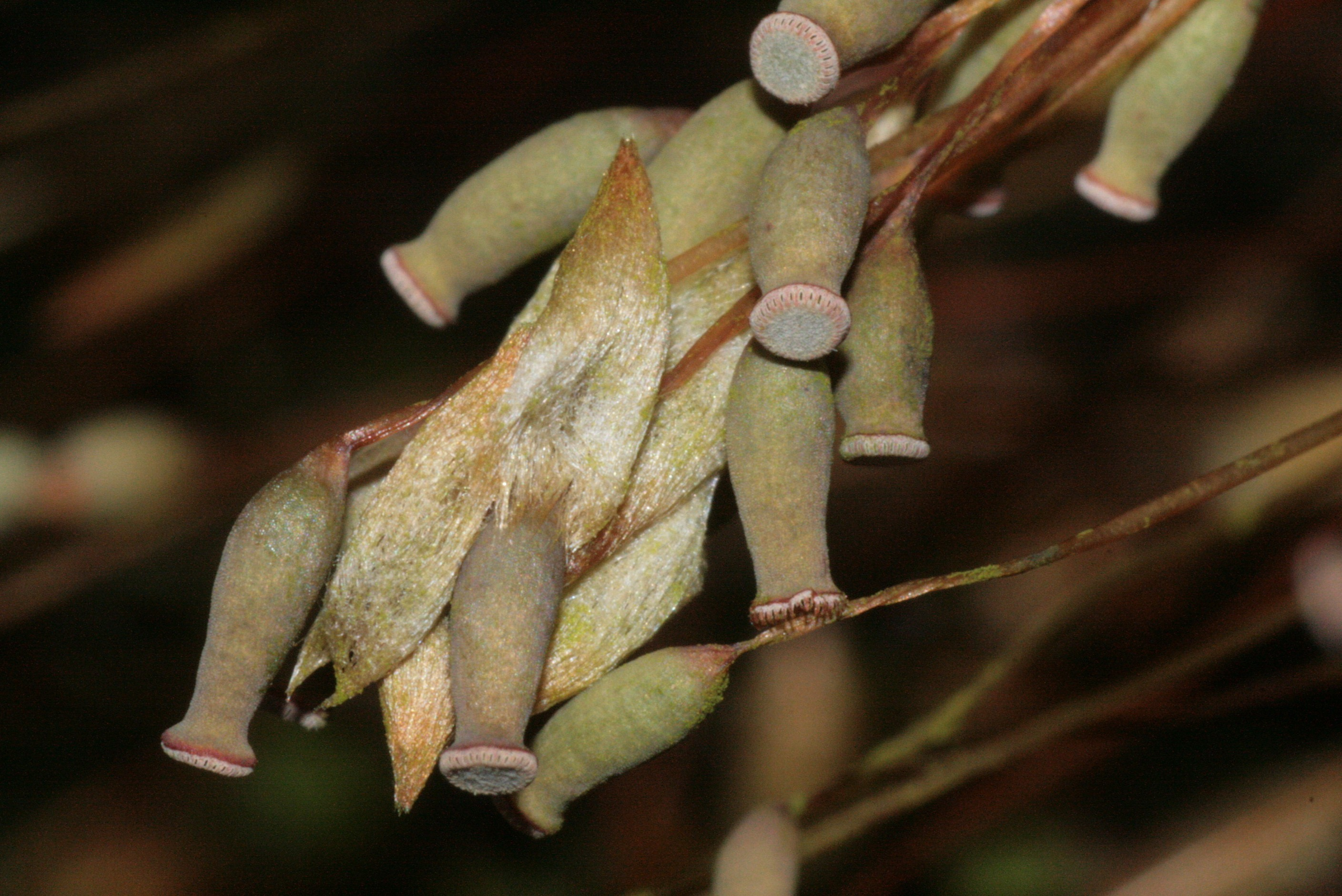
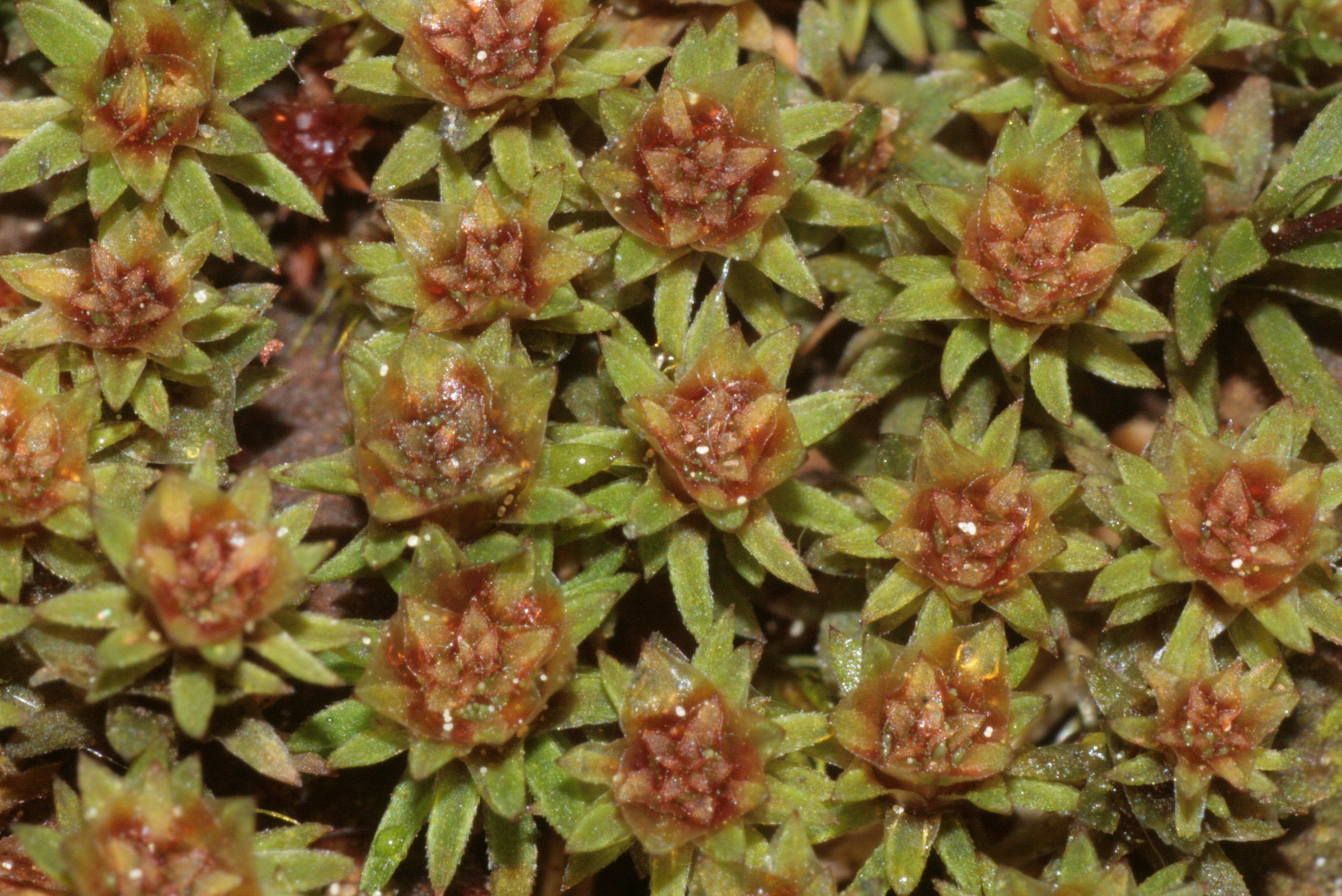
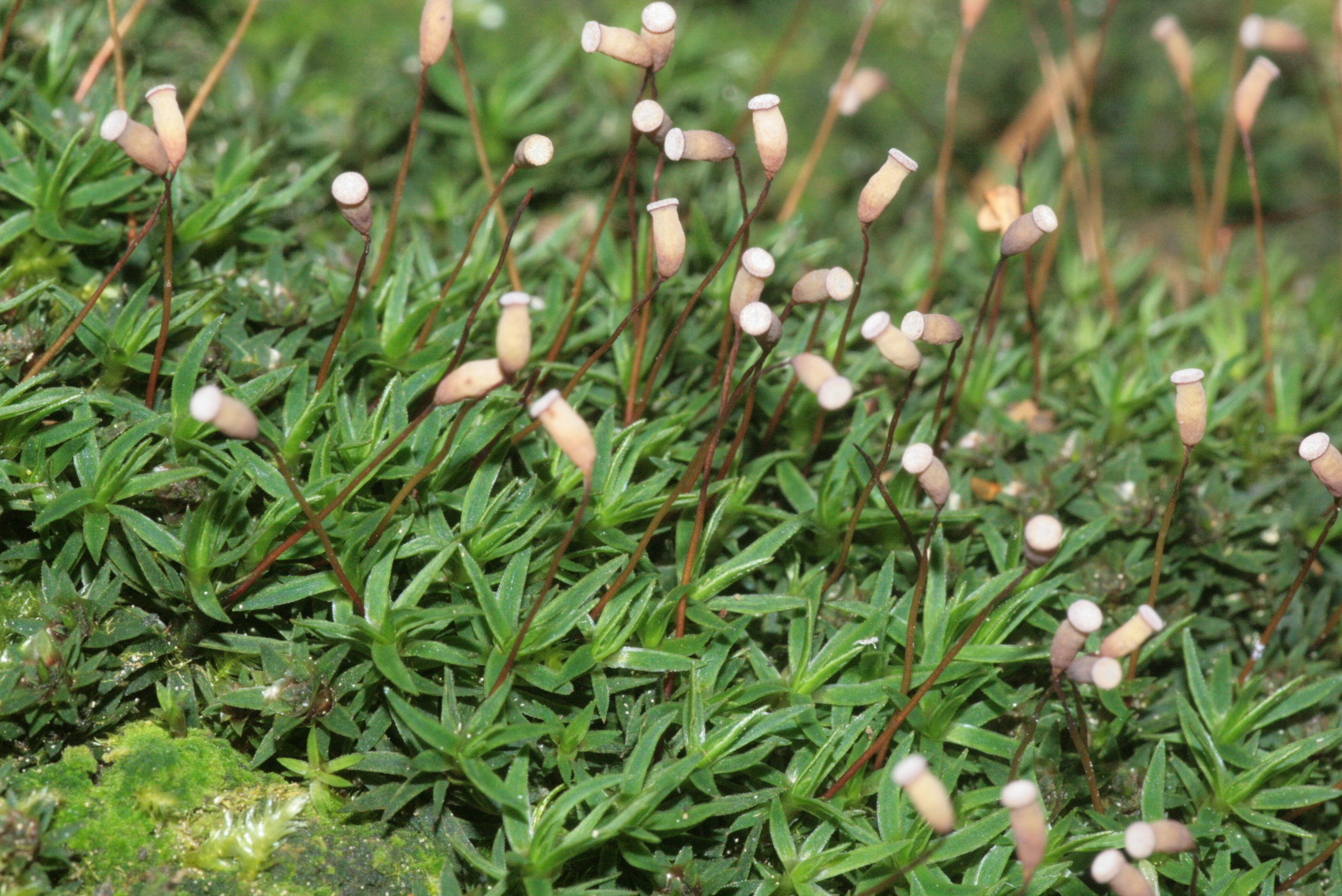
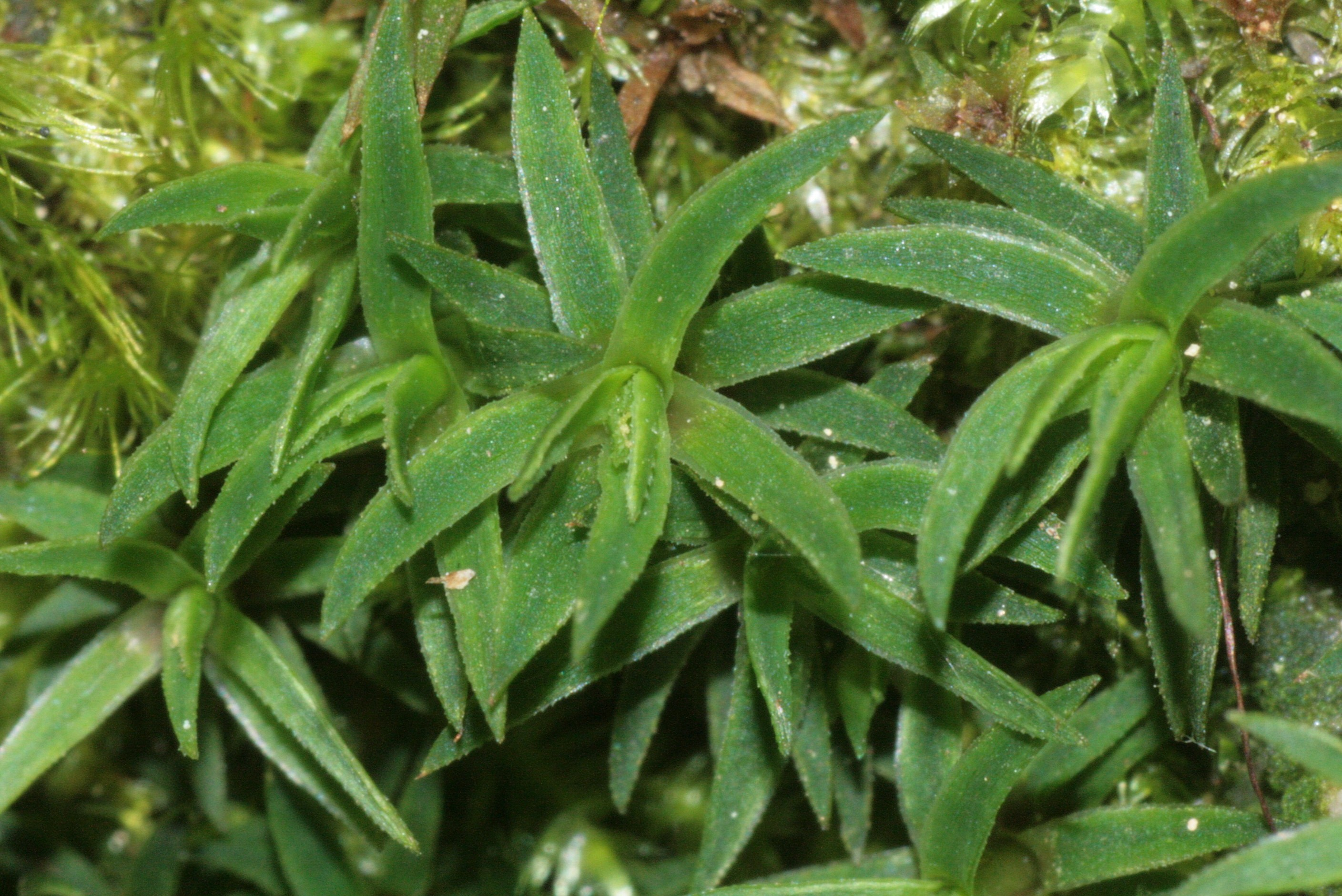